# Comunidad el Rocío
Comunidad el Rocío är en ort i Mexiko.   Den ligger i kommunen Aguascalientes och delstaten Aguascalientes, i den centrala delen av landet, 400 km nordväst om huvudstaden Mexico City. Comunidad el Rocío ligger 1 927 meter över havet och antalet invånare är 266.
Terrängen runt Comunidad el Rocío är lite kuperad, och sluttar brant västerut. Runt Comunidad el Rocío är det tätbefolkat, med 459 invånare per kvadratkilometer. Närmaste större samhälle är Aguascalientes, 4,6 km väster om Comunidad el Rocío. Trakten runt Comunidad el Rocío består till största delen av jordbruksmark.